# Gentungan
Gentungan is een bestuurslaag in het regentschap Karanganyar van de provincie Midden-Java, Indonesië. Gentungan telt 4778 inwoners (volkstelling 2010).